# Begonia pustulata
Espèce
Synonymes
- Weilbachia pustulata (Liebm.) Klotzsch[1]

Begonia pustulata est une espèce de plantes de la famille des Begoniaceae. Ce bégonia est originaire d'Amérique centrale. L'espèce fait partie de la section Weilbachia. Elle a été décrite en 1852 par Frederik Michael Liebmann (1813-1856). L'épithète spécifique pustulata signifie « couverte de pustules », en référence au feuillage d'aspect grumeleux.

## Description

Variétés cultivées diverses
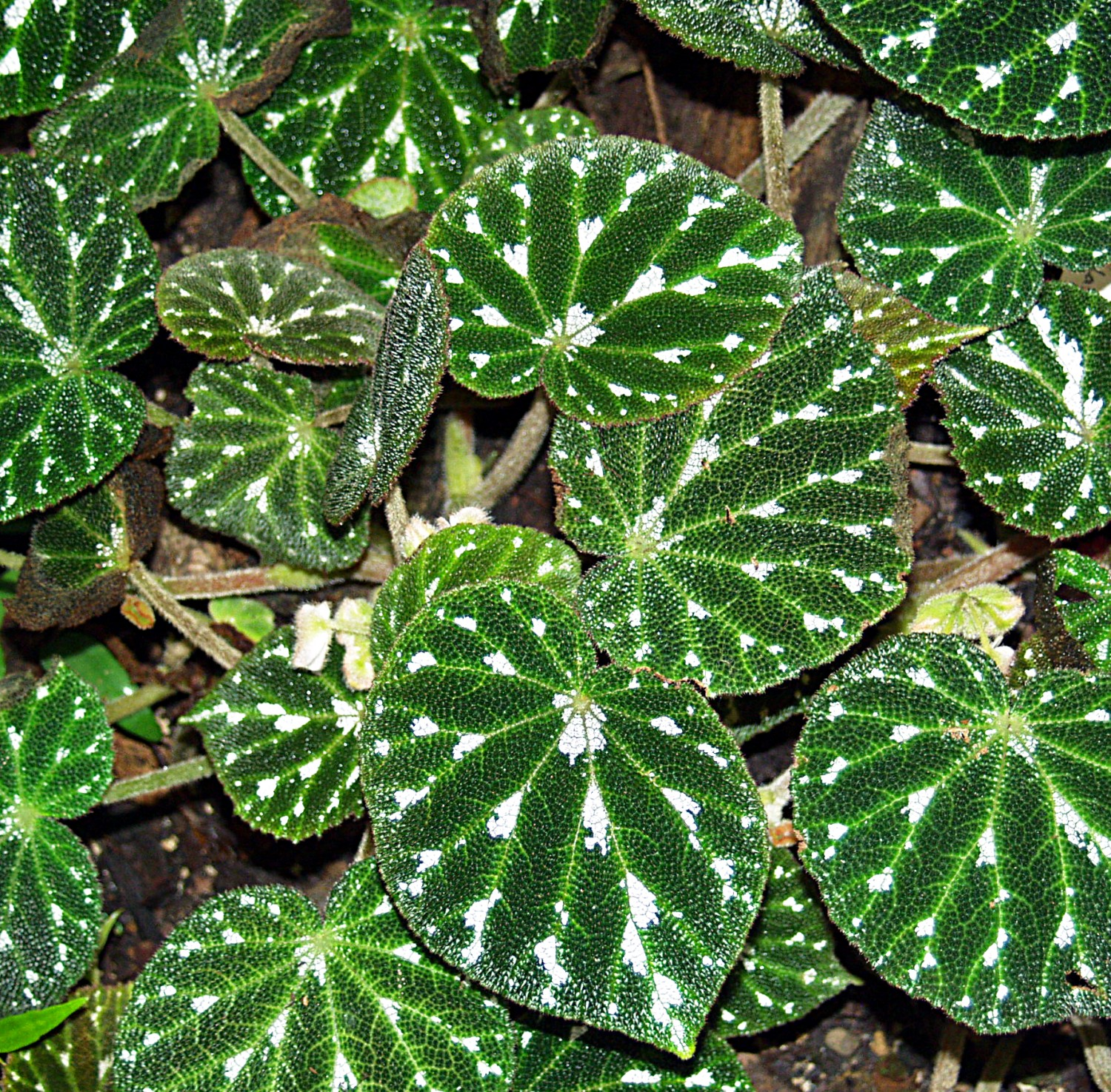
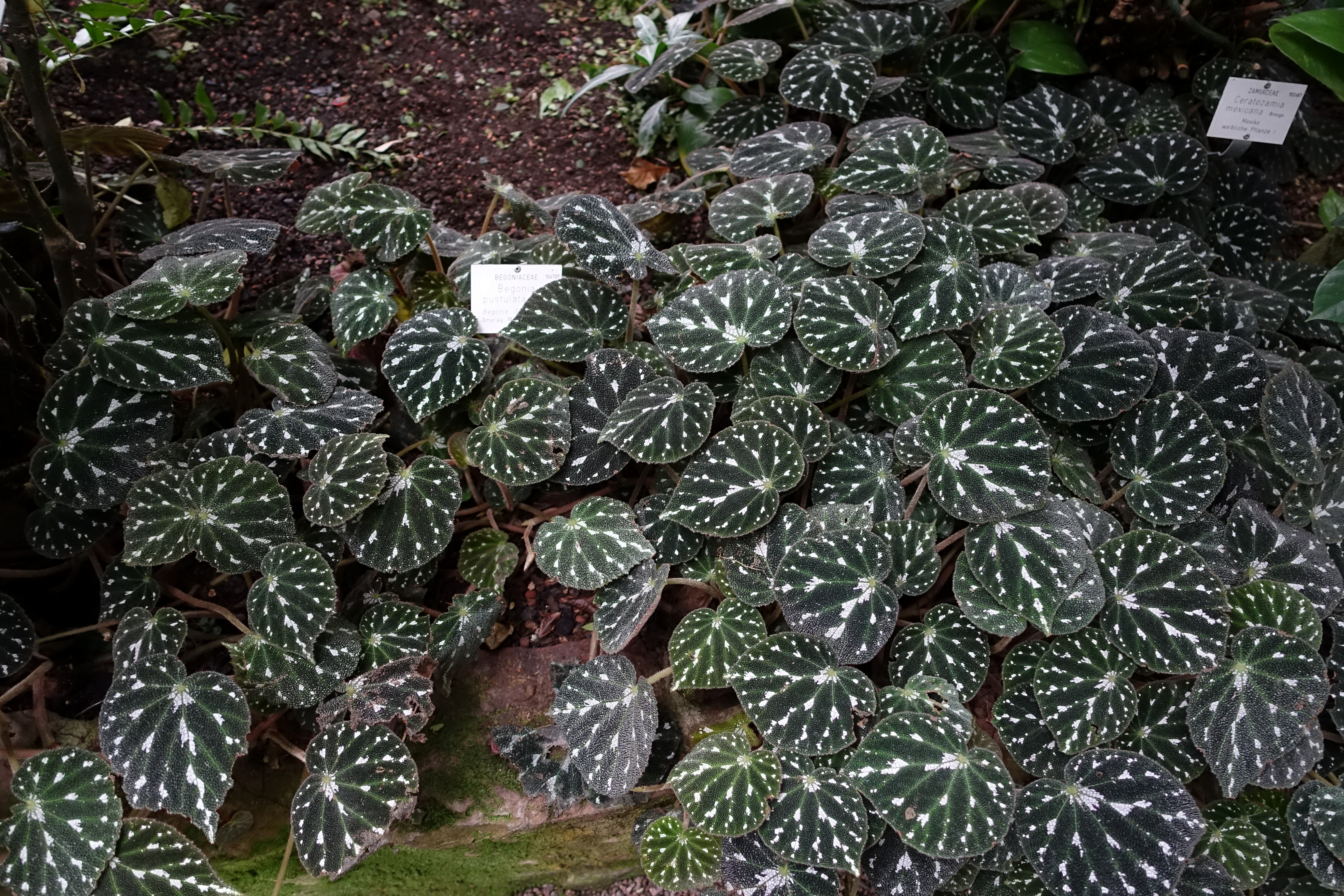
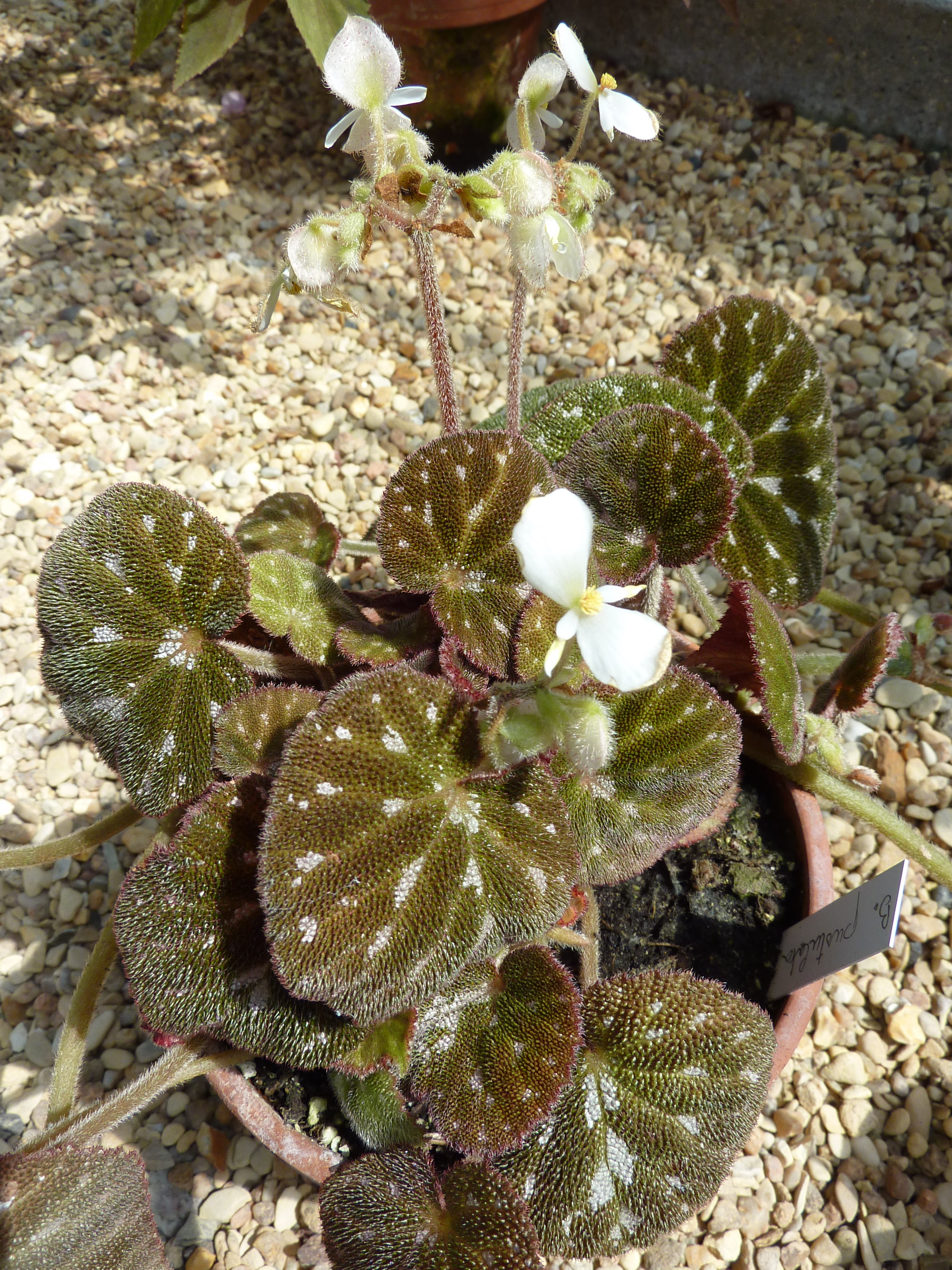
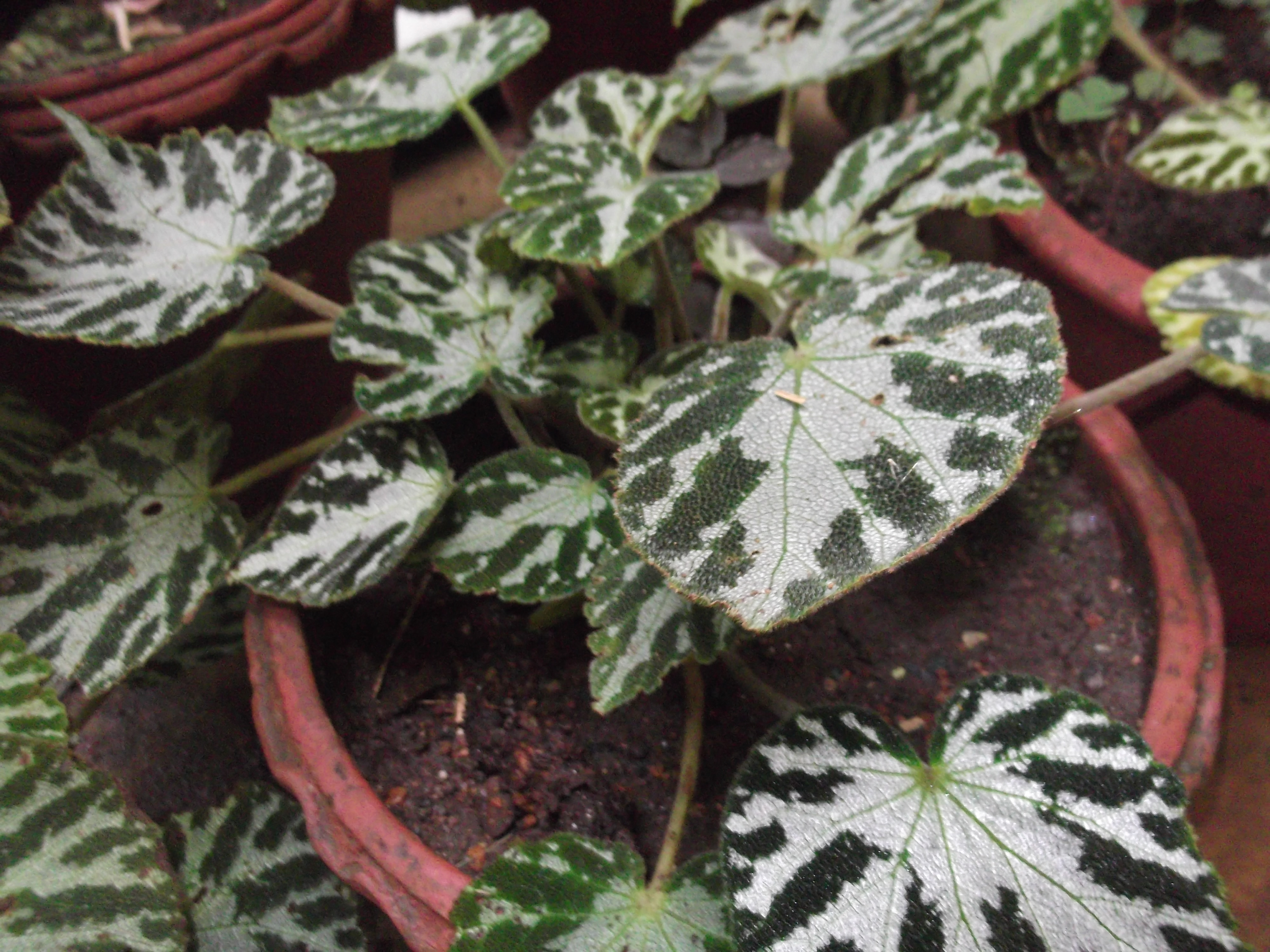

## Répartition géographique
Cette espèce est originaire des pays suivants : Guatemala ; Mexique.